# Mijaíl Degtiariov
Mijaíl Vladímirovich Degtiariov (en ruso: Михаи́л Влади́мирович Дегтярёв; Kúibyshev, RSFS de Rusia, 10 de julio de 1981) es un político ruso que se desempeña como gobernador del Krai de Jabárovsk desde el 24 de septiembre de 2021, como sustituto de Serguéi Furgal.
Ha sido miembro de la Duma Estatal, en representación del Partido Liberal-Demócrata, desde las elecciones parlamentarias de 2011. También es vicepresidente del Comité de Ciencia y Alta Tecnología de la Duma Estatal. Es miembro del Consejo Supremo del Partido Liberal-Demócrata, y fue candidato a la alcaldía de Moscú en las elecciones de 2013 y en las de 2018.

## Biografía

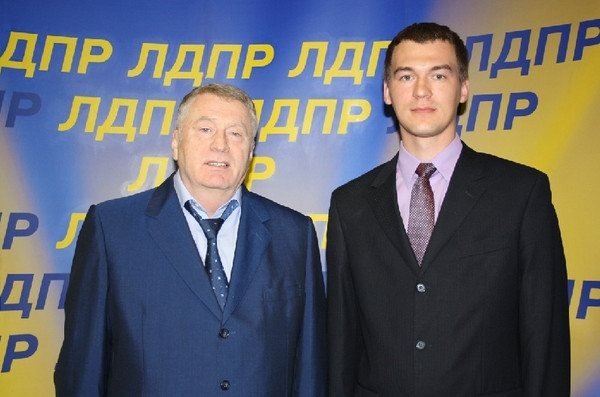
Degtiariov con Vladímir Zhirinovski en 2011.

En 1998, Degtiariov se graduó en la Escuela Secundaria Aeroespacial Internacional de Samara. En 2004 se graduó en la Facultad de Motores de Aviación de la Universidad Estatal Aeroespacial de Samara (especialidad «ingeniero») y en 2005 recibió el título de «gerente» especial en la misma escuela secundaria en la Facultad de Economía y Gestión.
En septiembre de 2003, Degtiariov se unió al partido Rusia Unida.
En 2004, como autopromotor, fue elegido diputado de la Duma por la ciudad de Samara, su localidad natal. En 2005 abandonó Rusia Unida y se unió al Partido Liberal-Demócrata de Rusia.
En 2007, fue elegido miembro de la Duma de la gobernación de Samara por el Partido Liberal-Demócrata.
El 4 de diciembre de 2011, Degtiariov fue elegido miembro de la sexta legislatura de la Duma Estatal de la lista del Partido Liberal-Demócrata del Óblast de Samara. Trabajó como vicepresidente del Comité de Ciencia y Alta Tecnología de la Duma Estatal.
El 25 de marzo de 2013 fue elegido miembro del Consejo Supremo del Partido Liberal-Demócrata.
Por socavar la integridad territorial de Ucrania, Degtiariov fue incluido en la lista de sanciones de la Unión Europea, Canadá y el Reino Unido en 2014. En 2018, fue sancionado por Ucrania, en 2020 por Australia y en 2022 incluido en la lista de sanciones de Nueva Zelanda. En respuesta a la invasión rusa de Ucrania, la Oficina de Control de Activos Extranjeros del Departamento del Tesoro de los Estados Unidos agregó a Degtiariov a la Lista de Nacionales Especialmente Designados y Personas Bloqueadas el 24 de febrero de 2023 por su participación en la «implementación de operaciones y agresiones rusas contra Ucrania, la administración ilegal de los territorios ucranianos ocupados en interés de la Federación Rusa» y «un llamado a los ciudadanos rusos a luchar en la guerra». Esto da como resultado que se congelen sus activos y se prohíba a los estadounidenses tratar con él. Por motivos similares, fue sancionado por Nueva Zelanda y Suiza en 2022.
El 2 de marzo de 2016, Vladímir Zhirinovski nombró a Degtiariov como uno de los posibles candidatos al cargo de presidente de Rusia por parte del Partido Liberal-Demócrata en las elecciones de 2018.
En septiembre de 2022, dijo que le gustaría ir a Ucrania como voluntario, pero que no podía debido a sus deberes como gobernador. Los residentes de la región iniciaron una petición proponiendo destituir a Degtiariov del cargo de gobernador y enviarlo a luchar en Ucrania, que fue firmada por varias decenas de miles de personas. Al mes siguiente destituiría al comisario militar de las Fuerzas Armadas de Rusia en Jabárovsk por «irregularidades en la movilización» de los voluntarios locales.

## Elecciones a la alcaldía de Moscú

### 2013
En junio de 2013, el Partido Liberal-Demócrata nominó a Degtiariov como candidato del partido a la alcaldía de Moscú. Degtiariov recibió 66.232 votos (2,86 %), quedando en quinto lugar.

### 2018
El 20 de junio de 2018, Degtiariov fue nuevamente nominado como candidato a alcalde de Moscú. Vladímir Zhirinovski, hablando ante los participantes en la conferencia de la rama moscovita del Partido Liberal-Demócrata, dijo: «Nuestro candidato es Mijaíl Degtiariov, diputado de la Duma Estatal. Hombre educado, graduado en varias universidades, maestro en esgrima, padre con muchos hijos, tiene tres hijos. Escribe un libro. Irá por segunda vez a las elecciones para alcalde de Moscú, tiene mucha experiencia. Así, hemos nominado a un candidato de la LDPR, que cumple los más altos estándares de tiempo, todos lo ayudaremos, incluyéndome a mí.»

## Iniciativas
- En junio de 2012, Degtiariov desarrolló un proyecto de ley para proporcionar capital federal de maternidad para el nacimiento o la adopción de un niño que tenga el primero (y no solo el segundo, como ocurre ahora).[22]
- El 9 de diciembre de 2012, Degtiariov presentó a la Duma estatal un proyecto de ley para abolir el gobierno local en las ciudades y convertirlas en «megalópolis». Según la iniciativa de Degtiariovita, en las elecciones generales sólo podrían ser elegidos los diputados de los consejos de distrito de las megaciudades, lo que conduciría a una reducción del tamaño de los distritos uninominales y mejoraría la interacción con los votantes. Según el diputado, en lugar de alcaldes, las megaciudades tienen que estar gobernadas por vicegobernadores, que se ocupan exclusivamente de la actividad económica, en lugar de entrar en conflicto con los dirigentes de las regiones, como ha ocurrido a menudo en la historia política de Rusia.[23]
- El 11 de febrero de 2013, el diputado Degtiariov preparó un proyecto de ley federal sobre la conexión Wi-Fi gratuita en el territorio de las universidades para estudiantes, profesores y personal universitario.[24]
- En mayo de 2013, Degtiariov propuso prohibir el almacenamiento y la circulación de dólares estadounidenses en Rusia mediante la preparación del correspondiente proyecto de ley.[25] La necesidad de prohibir los dólares estadounidenses, explicó el cuidado de los ahorros en efectivo de los rusos. Según el proyecto de ley, después de dos años, las autoridades competentes, al detectar la moneda estadounidense, la confiscarán en beneficio del presupuesto federal. En noviembre del mismo año, Degtiariov volvió a plantear la cuestión de la prohibición de caminar con dólares.[26]
- El 16 de julio de 2016, Degtiariov presentó a la Duma estatal un proyecto de ley sobre el cambio de colores de las franjas de la bandera nacional. En lugar del estatus oficial tricolor blanco, azul y rojo, se propuso asignar la bandera negra, amarilla y blanca del Imperio Ruso. «Bajo la bandera imperial obtuvimos una brillante victoria, hoy es capaz de unir a todos los ciudadanos de Rusia», dijo al periódico Izvestia.[27]